# Республиканский центральный штаб профессиональных военизированных аварийно-спасательных служб
Республиканский центральный штаб профессиональных военизированных аварийно-спасательных служб (РЦШ ПВАСС)  (каз. Кәсіби әскерилендірілген авариялық-құтқару қызметтерінің республикалық орталық штабы) — Основным предметом деятельности предприятия определено выполнение горноспасательных, противофонтанных, газоспасательных и профилактических работ, а также работ, связанных с тушением пожаров, оказанием первой медицинской помощи и других аварийно-спасательных работ, связанных с применением средств защиты органов дыхания и специального снаряжения.

## Руководство
Дзауров Тимирлан Мусаевич — Генеральный директор ТОО «Республиканский центральный штаб профессиональных военизированных аварийно-спасательных служб»

## Филиалы
По состоянию на 2025 год в состав ТОО «РЦШ ПВАСС» входит 11 филиалов, в которых работает 3 348 человека.
С административной точки зрения ТОО «РЦШ ПВАСС» делится:

### Нефтегазовая и Химическая отрасль
1. Атырауский филиал «Ақ Берен». Дислокация — г.Атырау
2. Актюбинский филиал «Ақ Берен». Дислокация — г.Актобе
3. Мангистауский филиал «Ақ Берен». Дислокация — г. Актау
4. Кызылординский филиал «Ақ Берен». Дислокация — г. Кызылорда
5. Западно-Казахстанский филиал «Ақ Берен». Дислокация — г.Уральск
6. Южно-Казахстанский филиал. Дислокация — г.Тараз

### Горнорудная и Угольная отрасль
1. Восточно-Казахстанский филиал. Дислокация — г.Усть-Каменогорск
2. Карагандинский филиал. Дислокация — г.Караганда
3. Северо-Казахстанский филиал. Дислокация — г.Рудный
4. Павлодарский филиал. Дислокация — г.Экибастуз
5. Акмолинский филиал. Дислокация — г.Степногорск

## Задачи РЦШ ПВАСС

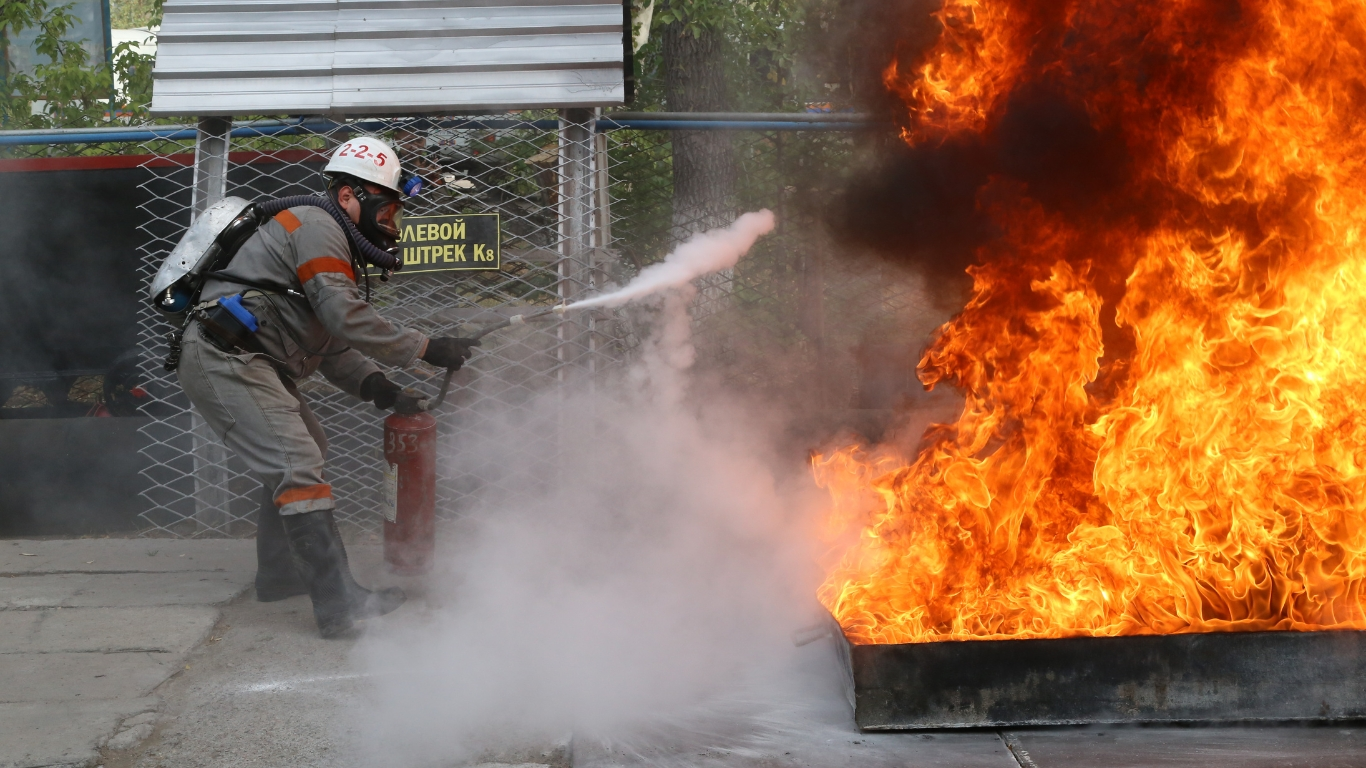
Карагандинский филиал

1. Организация и управление аварийно-спасательными работами при чрезвычайных ситуациях природного и техногенного характера;
2. Обеспечение постоянной готовности сил и средств к реагированию на ЧС;
3. Взаимодействие с государственными органами и организациями в сфере гражданской защиты;
4. Контроль за соблюдением стандартов оснащения и подготовки подразделений;
5. Обеспечение безопасности личного состава и надлежащих условий службы;
6. Развитие материально-технической базы аварийно-спасательной службы.

## Учебные центры

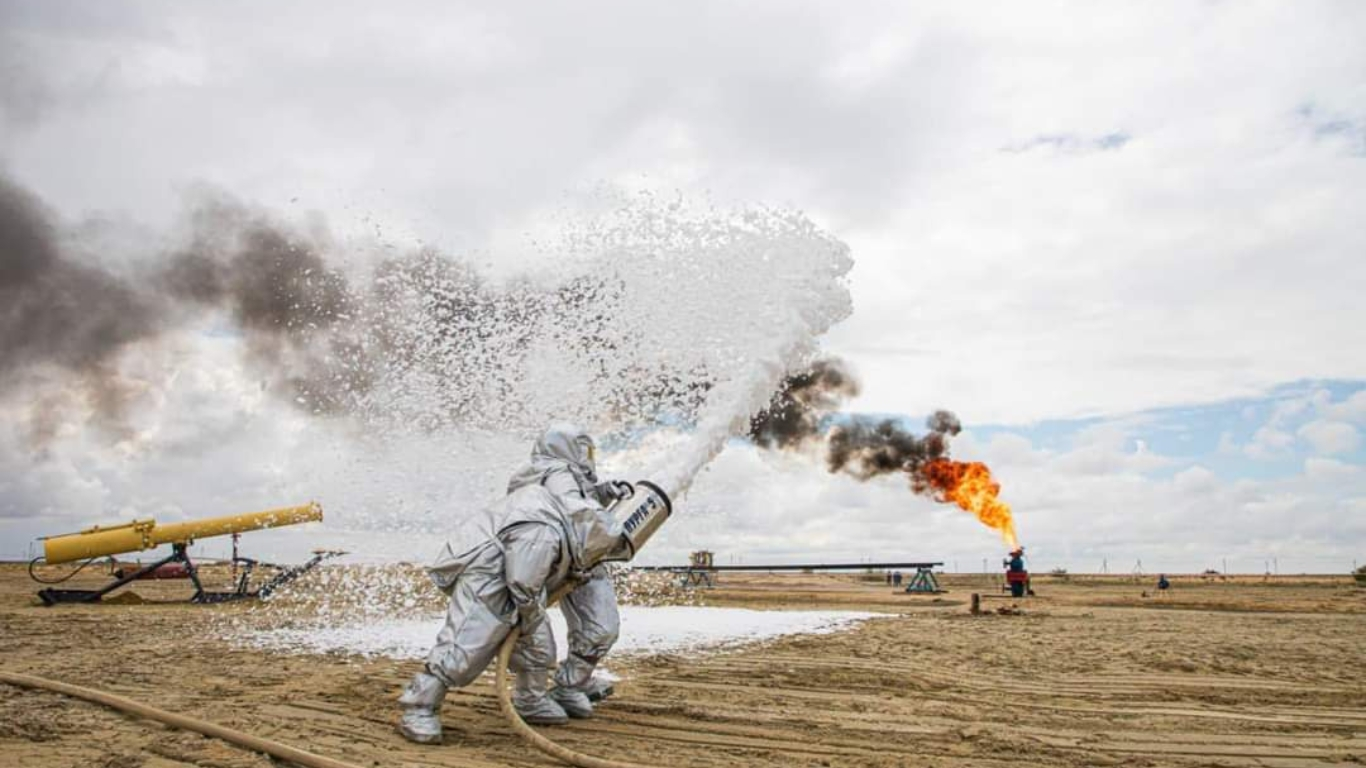
Южно-Казахстанский филиал

РЦШ ПВАСС активно функционирует по всей территории Республики Казахстан и имеет 11 филиалов в крупных городах и регионах. Каждый филиал оснащён современным учебным центром по подготовке и переподготовке личного состава и инженерно-технического персонала обслуживаемых предприятий, учебные шахты, полигоны, спортивные залы и площадки.

## Техника и оборудование
| Тип                                                   | Фото | Производство | Назначение | Примечания |
| ----------------------------------------------------- | ---- | ------------ | --- | --- |
| Автоцистерна пожарная АЦ 5-40 УРАЛ-5557               |      | Россия       | Предназначена для тушения пожаров в населенных пунктах, на промышленных предприятиях, в сельской местности и других объектах | Служит для доставки к месту пожара боевого расчета, пожарно-технического вооружения и запаса огнетушащих веществ                                     |
| Аварийно-спасательный автомобиль на шасси КАМАЗ 43118 |      | Россия       | Предназначенный для оперативного реагирования на чрезвычайные ситуации | Может эксплуатироваться в районах умеренного климата с годовым перепадом температур в пределах от -45°С до + 40°С по дорогам всех видов и бездорожью |
| Автомобиль пенного тушения                            |      | Россия       | Применяется как самостоятельная боевая единица при тушении пожаров воздушно-механической пеной на предприятиях нефтехимической промышленности и в местах хранения нефтепродуктов.                                                 | Может эксплуатироваться в районах умеренного климата с годовым перепадом температур в пределах от -45°С до + 40°С по дорогам всех видов и бездорожью |
| Аварийно-спасательный автомобиль АСМ-7 (Ford Transit) |      | США          | Предназначен для доставки расчетов спасателей в количестве 7 человек с комплектом специального оборудования и проведения комплекса работ в зонах ЧС                                                                               | |
| Передвижная ремонтная мастерская на шасси КАМАЗ-43118 |      | Россия       | Для выполнения ремонтных работ в полевых условиях | Данная ПАРМ (передвижная ремонтная мастерская) обладает всем необходимым оборудованием и инструментами для проведения различных видов ремонта        |
| Аварийно-спасательный автомобиль МЧС УАЗ-390945       |      | Россия       | Предназначен для экстренной доставки спасательного расчета в места природных или техногенных катастроф с аварийно-спасательным оборудованием на борту, для оперативного развертывания на месте и проведения спасательной операции | |
| Реанимационный автомобиль                             |      | Германия     | Специально оборудованная машина для оказания помощи тяжело больному | |

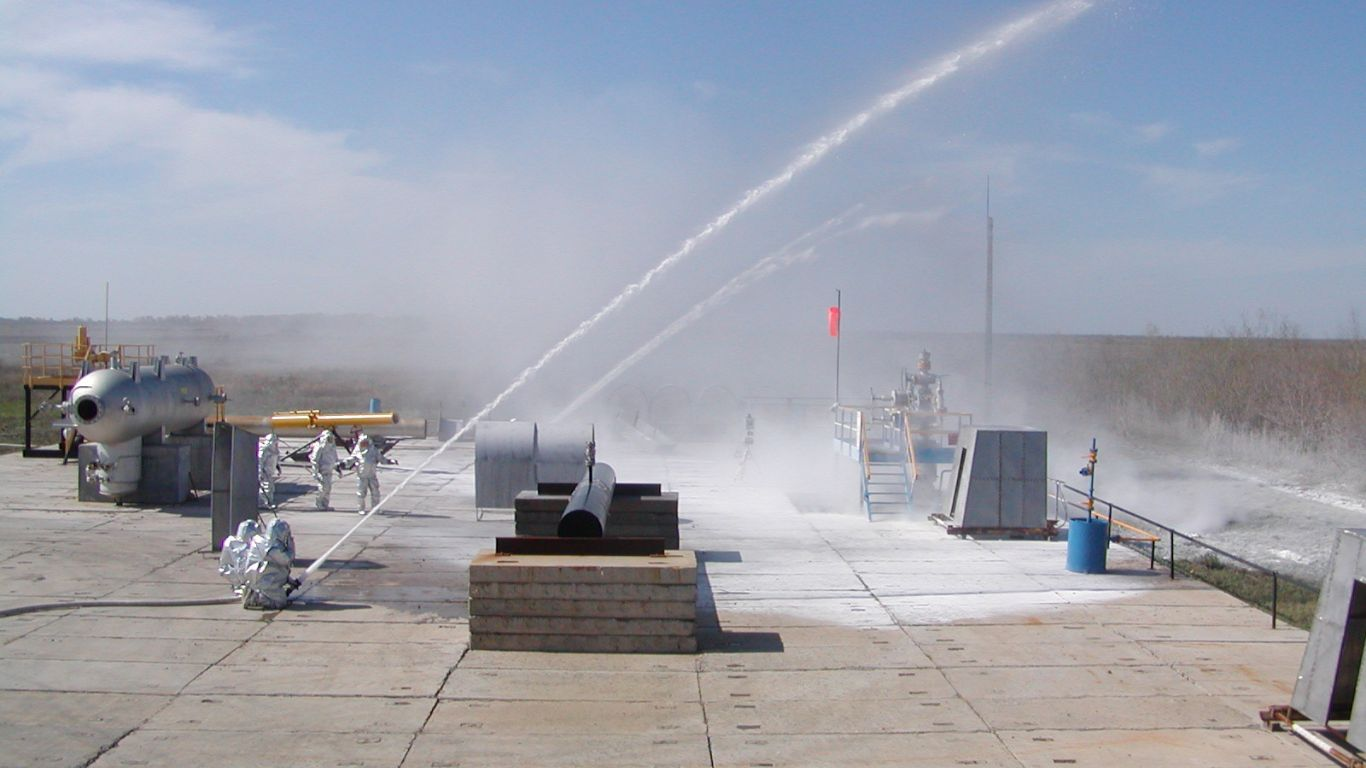
Западно-Казахстанский филиал

## История
Аварийно-спасательная (горноспасательная) служба в Республике Казахстан ведет отсчет времени своего существования с момента создания первого
горноспасательного пункта, т.е. с 25.09.1932 года, в г. Риддер.
В Казахстане первая горноспасательная станция была создана на базе горноспасательного пункта в сентябре 1933 года в г. Риддер на одноименном руднике.
В 1934 году  Риддерский горноспасательный пункт был реорганизован в 4-й отдельный ВГСВзвод, а в 1942 году - в оперативный взвод 6-го ВГСОтряда.
Первоначально в состав 6-го ВГСОтряда входили, кроме оперативного взвода, номерной Берикульский взвод и 6 пунктов: Белоусовский, Салаирский и
Зыряновский, организованные в 1937 году, Артемовский, Центральный и Акжальский, организованные в 1938 году.
В 1934 году на Жезказганском руднике организован 10-й ВГСОтряд со взводами на рудниках Успенском, Восточно-Коунрадском, Байконуре и Майкаинском.
В 1937 году  организованы горноспасательные пункты на руднике Ачисай и Кансай.
В 1943 года вновь были организованны горноспасательные подразделения на Текелийском руднике Текелийского СЦК, Миргалимсайском руднике Ачисайского ПК, руднике Кадамжай комбинат им. Фрунзе на руднике Ак-Поз Киргизского рудоуправления. 

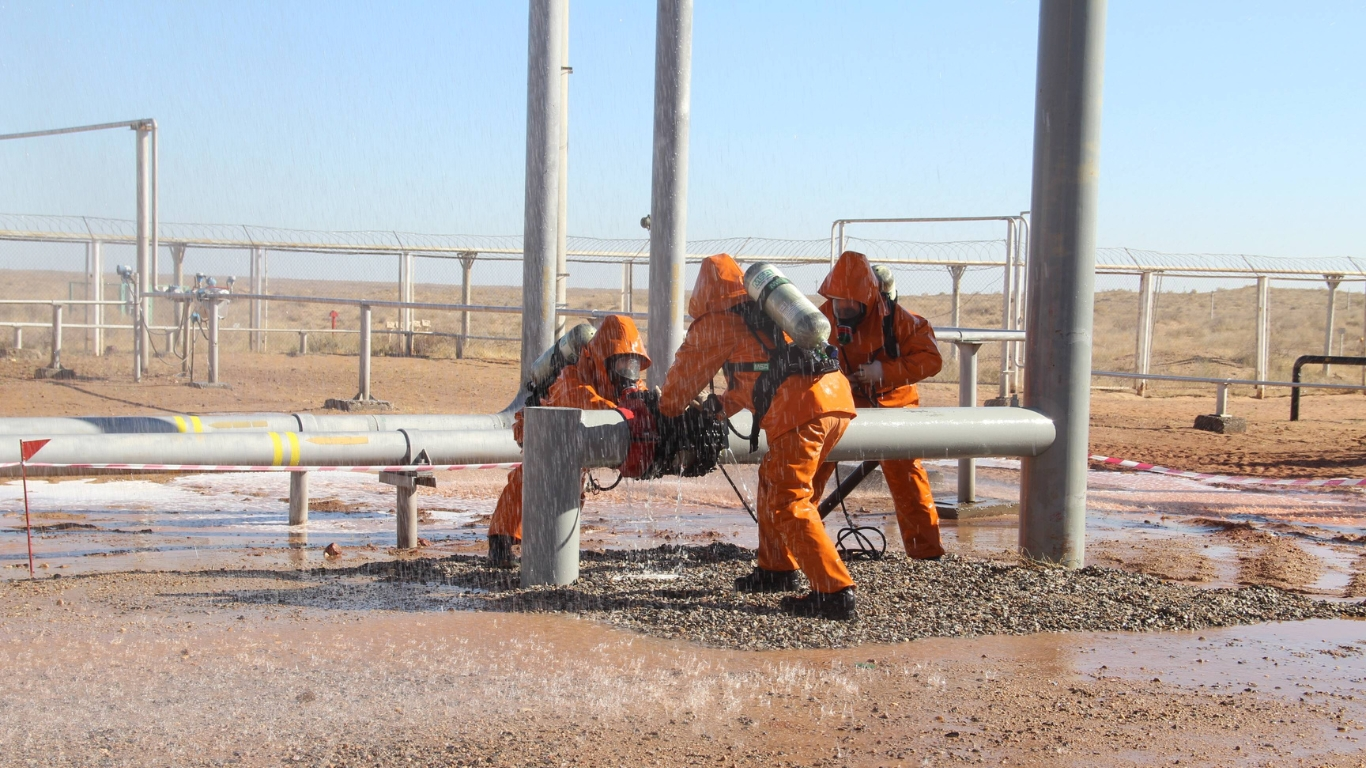
Кызылординский филиал

В конце 1943 года  ВГСЧ, обслуживающие предприятия цветной металлургии Средней Азии, Казахстана и Сибири были объединены под единым руководством штаба 11-го ВГСО, дислоцированного на Текелийском руднике. 
В 1944 году в г.Алма-Ата был организован штаб ВГСЧ Средней Азии и Казахстана.
В 1945 году в штаб ВГСЧ Средней Азии и Казахстана были переведены подразделения, дислоцированные в Лениногорске и Джезказгане.
В конце 1945 года  штаб ВГСЧ Средней Азии и Казахстана из Алма-Аты был переведен в г. Лениногорск и объединял:
- 6-й Лениногорский ВГСО
- 10-й Джезказганский ВГСО
- 11-й Текелийский ВГСО
- 14-й Ачисайский ВГСО
- 15-й Кансайский ВГСО

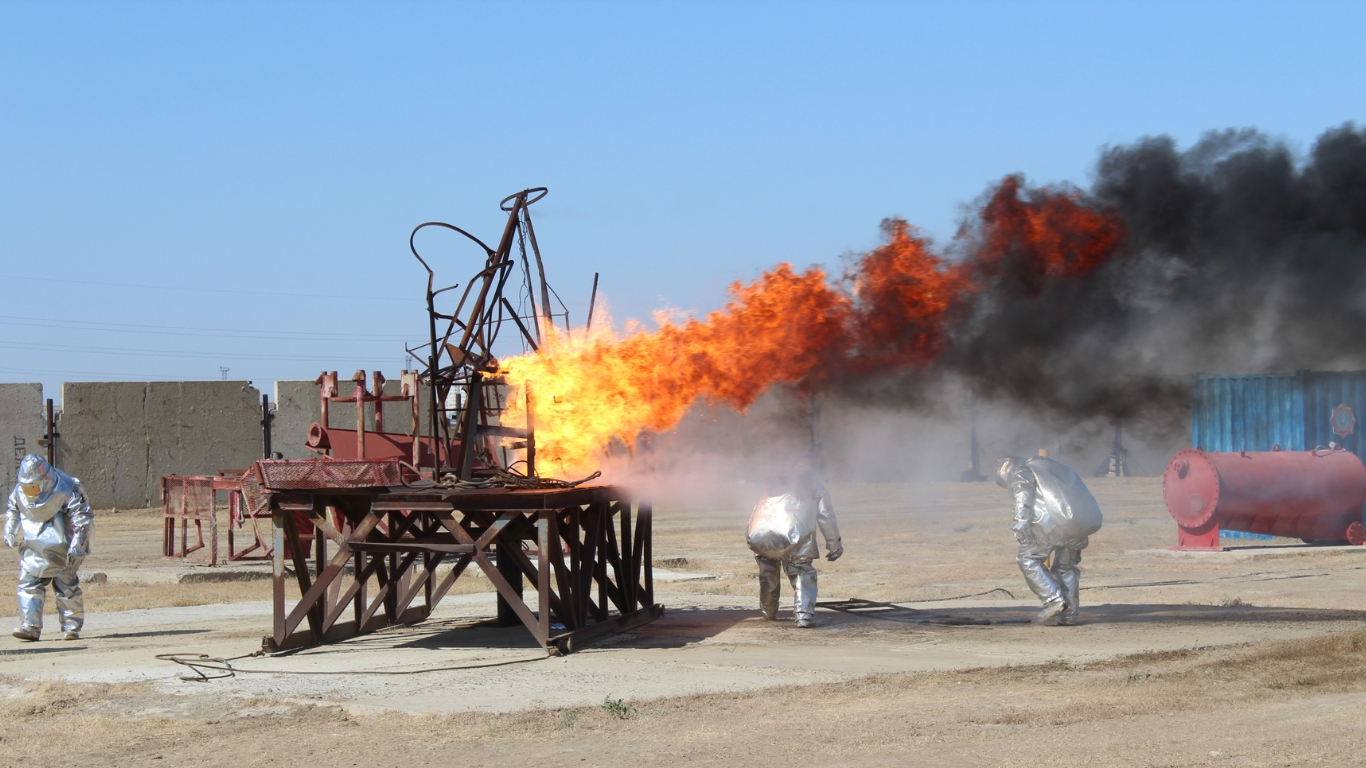
Мангистауский филиал

В марте 1948 года был организован штаб ВГСЧ Средней Азии и Юга Казахстана в и. Ачисай. С этого времени все подразделения, входившие в штаб ВГСЧ, базирующегося в г. Лениногорске, перешли в его подчинение. Приказом Наркомтяжпрома СССР № 52 от 30.12.47г. штаб ВГСЧ в г. Лениногорске был переименоваи в штаб ВГСЧ Алтая, Сибири и Дальнего Востока.
Приказом МЦМ СССР № 47 от 03.03.54г. в ноябре 1955г. из штаба ВГСЧ Алтая, Сибири и Дальнего Востока были выделены ВГСЧ Восточной Сибири и Дальнего Востока с дислокацией штаба в г.Красноярске.
В марте 1948 года был организован штаб ВГСЧ Средней Азии и Юга Казахстана в и. Ачисай. С этого времени все подразделения, входившие в штаб ВГСЧ, базирующегося в г.Лениногорске, перешли в его подчинение. Приказом Наркомтяжпрома СССР № 52 от 30.12.47г. штаб ВГСЧ в г. Лениногорске был переименоваи в штаб ВГСЧ Алтая, Сибири и Дальнего Востока.
Приказом МЦМ СССР № 47 от 03.03.54г. в ноябре 1955г. из штаба ВГСЧ Алтая, Сибири и Дальнего Востока были выделены ВГСЧ Восточной Сибири и Дальнего Востока с дислокацией штаба в г.Красноярске.
В связи с организацией Совнархозов Постановлением Совета Министров Казахской ССР № 503 от 26.03.57г. итаб ВГСЧ именуется штабом ВГСЧ Восточного Казахстана и в его ведении остались:
- 6-й Лениногорский ВГСО
- 11-й Текелийский ВГСО
- 22-й Салаирский ВГСО
- 23-й Зыряновский ВГСО
- 28-й Белоусовский ВГСО

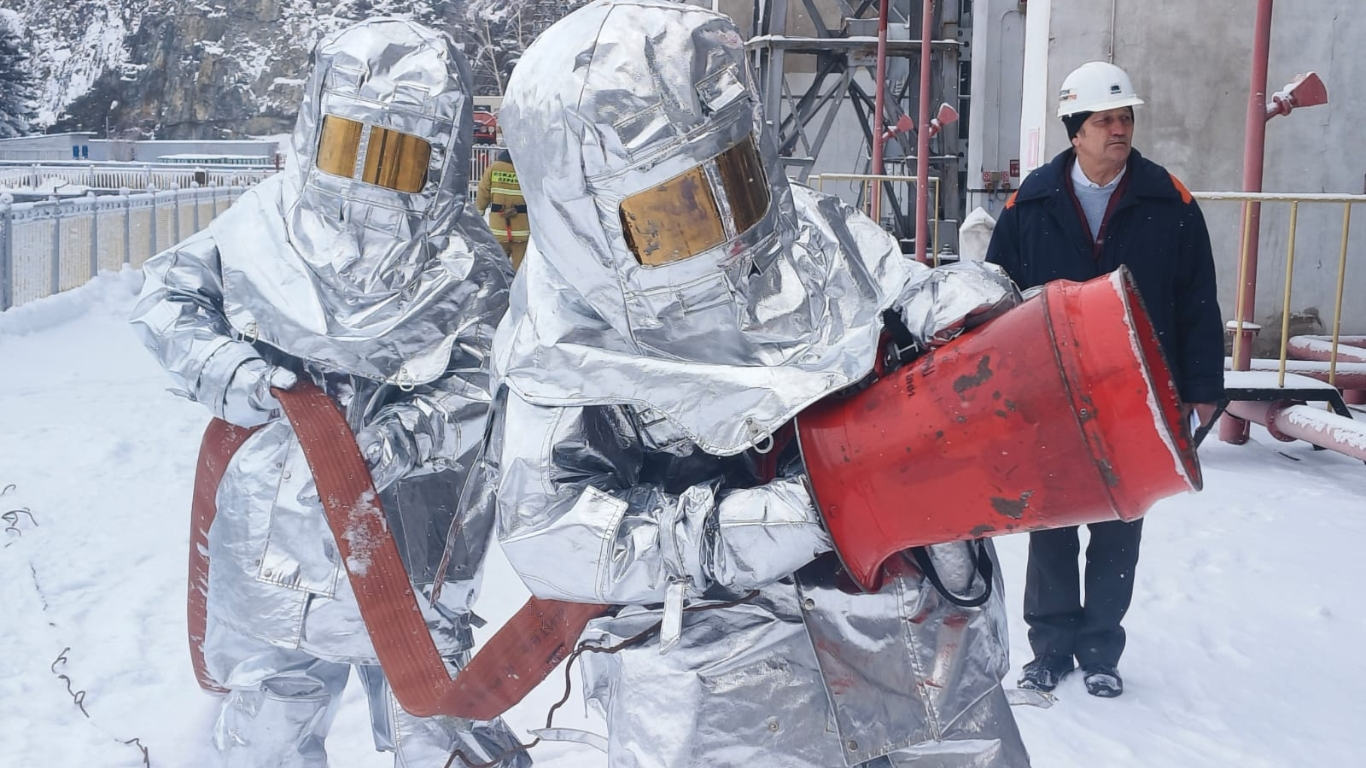
Восточно-Казахстанский филиал

Приказом Минцветмета Казахской ССР от  13.09.1971г. № 340  штаб ВГСЧ Восточного Казахстана и штаб ВГСЧ Центра и Юга Казахстана были объединены в единый штаб ВГСЧ Минцветмета Казской ССР, в который вошли:
- 26-й Жолымбетский ВГСО
- 27-й Джезказганский ВГСО
- 28-й Акчатауский ВГСО
- 29-й Кентауский ВГСО
- 30-й Лениногорский ВГСО
- 31-й Зыряновский ВГСО
- 32-й Иртышский ВГСО
- 33-й Текелийский ВГСО
- 34-й Золотушинский ВГСО
- Майкаинский отдельный взвод.

Приказом Минцветмета Казахской ССР от 9 февраля 1966г. № 26 при штабе ВГСЧ были введены в эксплуатацию Производственные ремонтно-механические мастерские (ПРММ), по выпуску приборов, оборудования для нужд горноспасательных подразделений и горнорудных предприятий Казахстана.
До 1991 года общее руководство всеми штабами промышленных районов, отдельными отрядами и организациями всех республик, входящих в СССР, осуществлялось специализированным производственным — объединением «Металлургбезопасность» Министерства металлургии СССР.

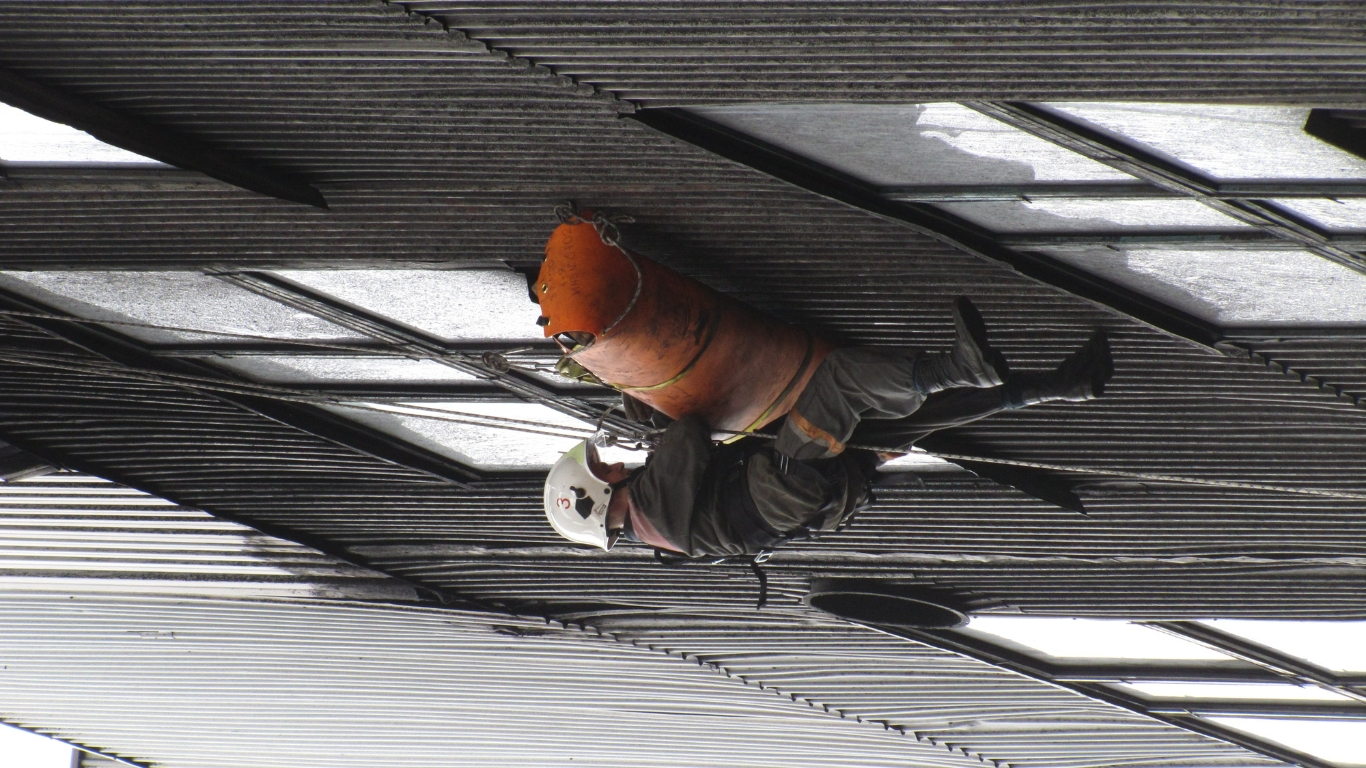
Павлодарский филиал

При возникновении крупных аварий на горнорудных предприятиях к их ликвидации привлекались горноспасательные подразделения всего промышленного района. Так, был ликвидирован долгодействующий пожар на Золотушинском руднике Золотушинского рудоуправления Алтайского края (декабрь 1976г.); ликвидирован эндогенный пожар на руднике Текели Текелийского комбината, который возник в декабре 1977г. и длительное время (несколько лет) не был списан. Пожары на ‘Текелийском месторождении периодически повторялись, начиная с 1949г. Большой объем аварийных работ произведен личным составом подразделений ВГСЧ Казахстана при прорыве в марте 1982г. карстовых вод в горные выработки на руднике «Глубокий» Ачисайского полиметаллического комбината (авария | категории). г.Кентау. Личный состав ВГСЧ привлекался на спасение людей и ликвидацию аварий не только на обслуживаемых объектах, или промышленных предприятиях других отраслей промышленности, но и на объектах гражданского сектора. В декабре 1988г. после землетрясения в Армении, штабом ВГСЧ была направлена команда в количестве 100 человек на спасательные работы в г.Ленинакан, которая с поставленными перед нею задачами справилась. Некоторые горноспасатели были награждены правительственными наградами СССР.
В 70-90 годы, решая общие вопросы по улучшению горноспасательной службы, большое внимание уделялось и вопросам по обмену опытом работы среди подразделений не только Казахстана, но и других республик бывшего Союза.
11 сентября 1996 году Министерством промышленности и торговли Республики Казахстан приказом № 164 ликвидирован штаб ВГСЧ Западного Казахстана, а его подразделения были переподчинены штабу ВГСЧ Казахстана (г. Лениногорск).
Постановлением Правительства Республики Казахстан от 12 июля 2000 г. № 1061  "Штаб ВГСЧ с входящими в его состав подразделениями горноспасателей" были переданы из ведомства Министерства энергетики, индустрии и торговли РК в ведомство Агентства Республики Казахстан по чрезвычайным ситуациям.
Приказом Агентства РК по ЧС № 167 от 17 июля 2000 года было создано Республиканское государственное казенное предприятие  "Военизированная аварийно-спасательная служба "Кен"
Постановлением Правительства Республики Казахстан от 28 октября 2004 года №1112  РГКИ ВАСС «Кен» с входящими в его состав подразделениями вошли в структуру Комитета по государственному контролю и надзору в области чрезвычайных ситуаций Министерства по чрезвычайным ситуациям Республики Казахстан
В организационную структуру  ВАСС "Кен"  входило 13 филиалов, из них 8 - горноспасательных отрядов (ВГСО), 4 — отдельных горноспасательных взвода (ОВГСВ) и производственно-ремонтные мастерские (ПРМ), которые включали в себя 16 оперативных и номерных взводов, 6 пунктов (ВГСИ), 19 вспомогательных горноспасательных команд (ВГК); 3 службы депрессионных съемок (СДС), 5 канатно-испытательных станций (КИС), станция по зарядке и обслуживанию порошковых огнетушителей (СЗО).
ВАСС "Кен" был реорганизован как отдельная организация и включен в состав Республиканского государственного казенного предприятия «Центральный штаб профессиональных военизированных аварийно-спасательных служб» Комитета по государственному контролю за чрезвычайными ситуациями и промышленной безопасностью Министерства по чрезвычайным ситуациям Республики Казахстан путём слияния согласно постановлению Правительства Республики Казахстан от 30 ноября 2007года №1154
Республиканское государственное казенное предприятие «Центральный штаб профессиональных военизированных аварийно-спасательных служб»  согласно постановлению  № 995 от 19 сентября 2014 года было передано в Министерство по инвестициям и развитию РК, а 27 февраля 2015 года согласно постановлению №100 передано в Комитет индустриального развития и промышленной безопасности Министерства по Инвестициям и Развитию РК. 
Постановлением Правительства Республики Казахстан от 16 июля 2015 года № 536 была изменена организационно - правовая форма и наименование
Предприятия - в РГП на праве хозяйственного ведения «Профессиональная военизированная аварийно-спасательная служба»